# 27571 Bobscott
27571 Bobscott este un asteroid din centura principală de asteroizi.

## Descriere
27571 Bobscott este un asteroid din centura principală de asteroizi. A fost descoperit pe 31 august 2000 la Socorro, New Mexico, în cadrul proiectului LINEAR. Asteroidul prezintă o orbită caracterizată de o semiaxă mare de 2,76 ua, o excentricitate de 0,09 și o înclinație de 6,9° în raport cu ecliptica.